# Функция Грина для случайно-неоднородной среды
Главным образом интерес к вопросу распространения волн в случайно-неоднородных средах (какой является, например, атмосфера) можно объяснить бурным развитием спутниковых технологий. В этом случае становится важной задача расчета характеристик (например, амплитуды) волны, прошедшей через среду, и установления их связей с параметром неоднородности среды. Важную роль здесь играет функция Грина для случайно-неоднородной среды, зная которую можно определить эти характеристики. Рассматривается прохождение света через среду с флуктуирующей диэлектрической проницаемостью.

## Волновое уравнение в случайно неоднородной среде. Функция Грина
Рассеяние электромагнитных волн в такой среде определяется системой уравнений Максвелла. Основные отличительные черты рассеяния можно рассматривать для упрощенной модели: скалярного поля {\displaystyle u=u(\mathbf {r} ,\;t)}. Этим скалярным полем заменяются напряженности электрического и магнитного полей; тогда {\displaystyle u=u(\mathbf {r} ,\;t)} удовлетворяет
волновому уравнению:
{\displaystyle {\frac {\varepsilon (\mathbf {r} ,\;t)}{c^{2}}}{\frac {\partial ^{2}u(\mathbf {r} ,\;t)}{\partial t^{2}}}-\Delta u(\mathbf {r} ,\;t)=0,}
{\displaystyle \varepsilon (\mathbf {r} ,\;t)=\varepsilon _{0}+\delta \varepsilon (\mathbf {r} ,\;t),}
где {\displaystyle c} — скорость света в вакууме, {\displaystyle \varepsilon _{0}} — среднее значение диэлектрической проницаемости, {\displaystyle \delta \varepsilon (\mathbf {r} ,\;t)} — флуктуации диэлектрической проницаемости. Обратим внимание, что среднее значение диэлектрической проницаемости {\displaystyle \varepsilon _{0}} предполагается не зависящим от координат и времени, то есть в среднем система однородна и изотропна. Также с хорошей точностью в первом приближении можно считать, что и неусреднённая диэлектрическая проницаемость {\displaystyle \varepsilon (\mathbf {r} ,\;t)=\varepsilon (\mathbf {r} )} не зависит от времени. Это объясняется тем, что характерные времена, отвечающие за молекулярные процессы в системе, на несколько порядков больше характерных времён электромагнитного поля, поэтому среда как бы «не успевает среагировать» на изменение поля.
Волновое уравнение с такой диэлектрической проницаемостью на самом деле является примером стохастического уравнения, так как в нём присутствует случайный параметр {\displaystyle {\delta \varepsilon (\mathbf {r} )}}. Этот параметр входит в уравнение с помощью умножения, то есть мультипликативно, а не с помощью сложения (аддитивно), как в известном уравнении для броуновского движения.
Описывая рассеяние, интересны характеристики поля {\displaystyle u=u(\mathbf {r} ,\;t)}, усреднённые по флуктуациям диэлектрической проницаемости. Эти характеристики: среднее значение поля {\displaystyle \langle u(\mathbf {r} ,\;t)\rangle } и интенсивность {\displaystyle I=I(\mathbf {r} ,\;t)}, которую определяет средний квадрат поля (усреднение так же ведётся по флуктуациям диэлектрической проницаемости) {\displaystyle \langle {u(\mathbf {r} ,\;t)}^{2}\rangle }. Статистику флуктуаций считаем заданной, а также учитываем, что усреднённое отклонение от среднего значения диэлектрической проницаемости равно нулю:
{\displaystyle \langle \delta \varepsilon (\mathbf {r} )\rangle =0.}
Начальное однородное волновое уравнение всегда имеет решение в виде {\displaystyle u(\mathbf {r} ,\;t)=0}. Это очевидное тривиальное решение. Легко показать, что при отсутствии флуктуаций ненулевым решением является плоская монохроматическая волна вида:
{\displaystyle u(\mathbf {r} ,\;t)=u_{0}\exp[i\mathbf {k_{0}} \mathbf {r} -iwt].}
Подставим это выражение в волновое уравнение. Получаем:
{\displaystyle -{\frac {w^{2}\varepsilon _{0}}{c^{2}}}u(\mathbf {r} ,\;t)+k_{0}^{2}u(\mathbf {r} ,\;t)=0.}
Отсюда ясно, что предложенное решение будет удовлетворять уравнению, если частота плоской волны {\displaystyle w} и волновой вектор {\displaystyle k_{0}} связаны дисперсионным соотношением:
{\displaystyle k_{0}^{2}={\frac {w^{2}\varepsilon _{0}}{c^{2}}}.}
Понятно, что любая линейная комбинация волн, отвечающих дисперсионному соотношению, тоже является решением волнового уравнения в отсутствие флуктуаций диэлектрической проницаемости.
Определим функцию Грина {\displaystyle G(\mathbf {r} ,\;t)}. Пусть эта функция является решением начального волнового уравнения, в правую часть которого добавлен расположенный в начале координат монохроматический источник (частота источника {\displaystyle w}). Полагаем, что источник «адиабатически включился в бесконечно далёком прошлом», для этого дополним правую часть множителем {\displaystyle \exp[\alpha t]}, где {\displaystyle \alpha } — малая положительная величина. В окончательных выражениях будем устремлять её к нулю. Итого функция Грина удовлетворяет уравнению:
{\displaystyle {\frac {\varepsilon (\mathbf {r} )}{c^{2}}}{\frac {\partial ^{2}G(\mathbf {r} ,\;t)}{\partial t^{2}}}-\Delta G(\mathbf {r} ,\;t)=e^{-iwt+\alpha t}\delta (\mathbf {r} ).}
Удобно искать решение этого уравнения в виде {\displaystyle G(\mathbf {r} ,\;t)=e^{-iwt+\alpha t}G(\mathbf {r} )}. Подставляя это выражение в уравнение для функции Грина, получаем:
{\displaystyle {\frac {\varepsilon (\mathbf {r} )G(\mathbf {r} )}{c^{2}}}{\frac {\partial ^{2}e^{-iwt+\alpha t}}{\partial t^{2}}}-e^{-iwt+\alpha t}\Delta G(\mathbf {r} )=e^{-iwt+\alpha t}\delta (\mathbf {r} ).}
От двойного дифференцирования экспоненты по времени появится множитель {\displaystyle -(w+i\alpha )^{2}}, тогда получаем уравнение для функции {\displaystyle G(\mathbf {r} )}:
{\displaystyle {\frac {-\varepsilon (\mathbf {r} )(w+i\alpha )^{2}}{c^{2}}}G(\mathbf {r} )-\Delta G(\mathbf {r} )=\delta (\mathbf {r} ).}
Нужно решить это уравнение для некоторой диэлектрической проницаемости {\displaystyle \varepsilon (\mathbf {r} ),} а затем усреднить это решение по всевозможным отклонениям {\displaystyle \delta \varepsilon (\mathbf {r} )}. Но оказывается, что нет возможности получить решение этого уравнения при произвольной диэлектрической проницаемости, поэтому решение ищется с использованием теории возмущений, полагая отклонение {\displaystyle \delta \varepsilon (\mathbf {r} )} малой величиной.

## Функция Грина для среды без флуктуаций диэлектрической проницаемости
Для начала необходимо найти функцию Грина {\displaystyle G(\mathbf {r} ,\;t)}, отвечающую волновому уравнению без отклонений диэлектрической проницаемости, то есть {\displaystyle \varepsilon (\mathbf {r} )=\varepsilon _{0}}:
| {\displaystyle {\frac {\varepsilon _{0}}{c^{2}}}{\frac {\partial ^{2}G_{0}(\mathbf {r} ,\;t)}{\partial t^{2}}}-\Delta G_{0}(\mathbf {r} ,\;t)=e^{-iwt+\alpha t}\delta (\mathbf {r} ).} | (1) |

Снова ищем решение в виде {\displaystyle G_{0}(\mathbf {r} ,\;t)=e^{-iwt+\alpha t}G_{0}(\mathbf {r} )}. Тогда {\displaystyle G_{0}(\mathbf {r} )} удовлетворяет уравнению:
| {\displaystyle -k_{0}^{2}G_{0}(\mathbf {r} )-\Delta G_{0}(\mathbf {r} )=\delta (\mathbf {r} ),} | (2) |

где величиной {\displaystyle k_{0}={\frac {{\sqrt {\varepsilon _{0}}}(w+i\alpha )}{c}}}. Видно, что у {\displaystyle k_{0}} присутствует мнимая положительная часть, далее нам это понадобится. Уравнение {\displaystyle (2)} удобно решать с помощью преобразования Фурье вида:
| {\displaystyle F(\mathbf {k} )=\int \limits _{-\infty }^{\infty }F(\mathbf {r} )e^{-i\mathbf {k} \mathbf {r} }\,d\mathbf {r} ,} | (3) |

| {\displaystyle F(\mathbf {r} )={\frac {1}{(2\pi )^{3}}}\int \limits _{-\infty }^{\infty }F(\mathbf {k} )e^{i\mathbf {k} \mathbf {r} }\,d\mathbf {k} ,} | (4) |

Выражение {\displaystyle (3)} — прямое Фурье-преобразование, {\displaystyle F(\mathbf {k} )} — Фурье-образ функции {\displaystyle F(\mathbf {r} )}, выражение {\displaystyle (4)} — обратное Фурье-преобразование. Образ функции Грина {\displaystyle G_{0}(\mathbf {r} )} будем обозначать через {\displaystyle G_{0}(\mathbf {k} )}. Применяя Фурье-преобразования к уравнению {\displaystyle (2)} и учитывая, что {\displaystyle \delta }-функция является Фурье-образом единицы, получаем:
| {\displaystyle (k^{2}-k_{0}^{2})G_{0}(\mathbf {k} )=1,} | (5) |

| {\displaystyle G_{0}(\mathbf {k} )={\frac {1}{k^{2}-k_{0}^{2}}}.} | (6) |

Чтобы получить функцию {\displaystyle G_{0}(\mathbf {r} )}, делаем обратное Фурье-преобразование {\displaystyle G_{0}(\mathbf {k} )}:
| {\displaystyle G_{0}(\mathbf {r} )={\frac {1}{(2\pi )^{3}}}\int \limits _{-\infty }^{\infty }{\frac {e^{i\mathbf {k} \mathbf {r} }}{k^{2}-k_{0}^{2}}}\,d\mathbf {k} .} | (7) |

Будем вычислять этот интеграл в сферической системе координат, выбрав полярную ось вдоль вектора {\displaystyle \mathbf {r} } (под полярной осью понимается ось, от которой отсчитывается угол {\displaystyle \theta }):
{\displaystyle G_{0}(\mathbf {r} )={\frac {1}{(2\pi )^{3}}}\int \limits _{-\infty }^{\infty }{\frac {e^{i\mathbf {k} \mathbf {r} }}{k^{2}-k_{0}^{2}}}\,d\mathbf {k} ={\frac {1}{(2\pi )^{3}}}\int \limits _{0}^{2\pi }\,d\varphi \int \limits _{0}^{\pi }\sin \theta \,d\theta \int \limits _{0}^{\infty }k^{2}{\frac {e^{ikr\cos \theta }}{k^{2}-k_{0}^{2}}}\,dk=}
{\displaystyle ={\frac {2\pi }{8\pi ^{3}}}\int \limits _{\pi }^{0}\,d\cos \theta \int \limits _{0}^{\infty }k^{2}{\frac {e^{ikr\cos \theta }}{k^{2}-k_{0}^{2}}}\,dk={\frac {1}{4\pi ^{2}}}\int \limits _{0}^{\infty }{\frac {k^{2}}{k^{2}-k_{0}^{2}}}{\Bigl [}{\frac {e^{ikr\cos \theta }}{ikr\cos \theta }}{\Bigr ]}_{\pi }^{0}\,dk=}
{\displaystyle ={\frac {1}{4\pi ^{2}}}\int \limits _{0}^{\infty }{\frac {k^{2}}{k^{2}-k_{0}^{2}}}{\Bigl (}{\frac {e^{ikr}}{ikr}}-{\frac {e^{-ikr}}{ikr}}{\Bigr )}\,dk={\frac {1}{4\pi ^{2}ir}}{\frac {1}{2}}\int \limits _{-\infty }^{\infty }{\frac {k(e^{ikr}-e^{-ikr})}{k^{2}-k_{0}^{2}}}\,dk=}
{\displaystyle ={\frac {1}{8\pi ^{2}ir}}\int \limits _{-\infty }^{\infty }{\frac {ke^{ikr}}{k^{2}-k_{0}^{2}}}\,dk-{\frac {1}{8\pi ^{2}ir}}\int \limits _{-\infty }^{\infty }{\frac {ke^{-ikr}}{k^{2}-k_{0}^{2}}}\,dk={\frac {2\pi ie^{ik_{0}r}}{8\pi ^{2}ir2}}+{\frac {2\pi ie^{ik_{0}r}}{8{\pi }^{2}ir2}}={\frac {e^{i{k_{0}}r}}{4\pi r}}.}
Для вычисления интеграла по сферическим координатам мы воспользовались четностью функции {\displaystyle {\frac {k(e^{ikr}-e^{-ikr})}{k^{2}-k_{0}^{2}}}}, а также последние интегралы брались по вычетам. Для первого слагаемого контур интегрирования замыкался сверху, в этой полуплоскости затухает {\displaystyle e^{ikr}}, тогда вычет берётся в {\displaystyle k=k_{0}={\frac {{\sqrt {\varepsilon _{0}}}(w+i\alpha )}{c}}}. Для второго слагаемого замыкали контур в нижней полуплоскости, и тогда срабатывает вычет в точке {\displaystyle k=-k_{0}}, при этом необходимо не забыть, что контур обходится по часовой стрелке, тогда как в теореме по вычетам используется обход против часовой стрелки. Направление обхода можно легко изменить, добавив во втором слагаемом множитель {\displaystyle (-1)}.
Итоговое выражение для функции Грина будет:
{\displaystyle G_{0}(\mathbf {r} ,\;t)={\frac {e^{ik_{0}r-iwt+\alpha t}}{4\pi r}}.}
Это расходящаяся сферическая волна. Амплитуда этой волны убывает как {\displaystyle {\frac {1}{r}}} по мере удаления от источника.

## Функция Грина с учётом флуктуаций диэлектрической проницаемости
Перепишем уравнение
{\displaystyle -{\frac {\varepsilon (\mathbf {r} )(w+i\alpha )^{2}}{c^{2}}}G(\mathbf {r} )-\Delta G(\mathbf {r} )=\delta (\mathbf {r} )}
в виде
{\displaystyle (-k_{0}^{2}-\Delta )G(\mathbf {r} )={\frac {\delta \varepsilon (\mathbf {r} )}{\varepsilon _{0}}}k_{0}^{2}G(\mathbf {r} )+\delta (\mathbf {r} ).}
Для использования теории возмущения, в которой мы будем считать {\displaystyle \delta \varepsilon (\mathbf {r} )} малой величиной, удобнее перейти к интегральному аналогу предыдущего уравнения:
{\displaystyle G(\mathbf {r} )=G_{0}(\mathbf {r} )+{\frac {{k_{0}}^{2}}{\varepsilon _{0}}}\int G_{0}(\mathbf {r} -\mathbf {r_{1}} )\delta \varepsilon (\mathbf {r_{1}} )G(\mathbf {r_{1}} )\,dr_{1}.}
Тогда можно легко написать итерационное решение в виде ряда:
{\displaystyle G(\mathbf {r} )=G_{0}(\mathbf {r} )+{\frac {k_{0}^{2}}{\varepsilon _{0}}}\int G_{0}(\mathbf {r} -\mathbf {r_{1}} )\delta \varepsilon (\mathbf {r_{1}} )G_{0}(\mathbf {r_{1}} )\,d\mathbf {r_{1}} +}
{\displaystyle +{\frac {k_{0}^{4}}{\varepsilon _{0}^{2}}}\int G_{0}(\mathbf {r} -\mathbf {r_{1}} )\delta \varepsilon (\mathbf {r_{1}} )\int G_{0}(\mathbf {r_{1}} -\mathbf {r_{2}} )\delta \varepsilon (\mathbf {r_{2}} )G_{0}(\mathbf {r_{2}} )\,d\mathbf {r_{1}} \,d\mathbf {r_{2}} +\ldots }
Величина {\displaystyle G(\mathbf {r} )} — случайная величина. В дальнейшем её необходимо усреднить по всевозможным флуктуациям диэлектрической проницаемости. Это представляет собой следующий трудоёмкий шаг.